# Ilse Eerens
Ilse Eerens (geb. 1982 in Maasmechelen) ist eine belgische Opernsängerin (Sopran).

## Leben
Eerens begann ihre Ausbildung zur Sängerin mit 14 Jahren am  Lemmensinstituut in Leuven bei Lieve Jansen, ab 2002 dann an der New Opera Academy in Amsterdam/Den Haag bei Jard van Nes. 
2009 sang sie bei der Ruhrtriennale „ein junges Mädchen“ und die „erste nackte Jungfrau“ in Moses und Aron.  
2011 debütierte sie in Brüssel im Parsifal als „Klingsors Zaubermädchen“. Seither arbeitete sie mit vielen Orchestern, u. a. dem Münchner Rundfunkorchester, den Brüsseler Philharmonikern sowie dem Orchester der San Carlos Opera Lissabon. Zuletzt war sie als „Marianne“ in HK Grubers Geschichten aus dem Wiener Wald (nach Ödön von Horváth) bei den Bregenzer Festspielen und am Theater an der Wien zu sehen.

## Rollen (Auswahl)
- 2011:	Le grand macabre (als Amanda), Buenos Aires
- 2011:	Parsifal (als Knappe), Brüssel
- 2011:	Parsifal (als Klingsors Zaubermädchen), Brüssel
- 2013:	Rigoletto (als Gilda), Bilzen
- 2014:	Die Zauberflöte (als Pamina), Klagenfurt
- 2014:	Guillaume Tell (als Jemmy), französisch, Brüssel
- 2015:	Geschichten aus dem Wiener Wald (als Marianne), deutsch, Theater an der Wien
- 2015: Un ballo in maschera (als Oscar), Brüssel